# علم أندلسيا
علم الأندلس و يلقب أيضا بالإسبانية (bandera blanquiverde) أو العلم الأخضر و الأبيض، هو واحد من الثلاثة الرموز الرسمية لمنطقة الحكم الذاتي في الأندلس، على النحو الذي حدده النظام الأساسي للحكم الذاتي. اعتمده البرلمان الأندلسي يوم 8 نوفمبر 1983.

## الوصف
جاء في القانون النظام رقم 2/2007، الصادر في 19 مارس 2007 ، حول إصلاح لائحة الحكم الذاتي للأندلس الباب التمهيدي
المادة رقم 3 الفقرة 1 :"علم الأندلس هو العلم التقليدي المكون من ثلاث حواشٍ أفقية - اللون الأخضر والأبيض والأخضر - والحواشي الثلاثة بنفس العرض، وذلك بموجب ما وافقت عليه الجمعية العامة لرندة سنة 1918."
كما ينص النظام الأساسي أيضا على أن شعار منطقة الأندلس يجب أن يكون في وسط العلم.

## رمزية الألوان
رغم أن الكثير يرون في ان الألوان يمكن ربطها بالماضي العربي الأسلامي للأندلس لكن هناك من يطلق تفسيرا أخر لرمزية الألوان بأن الأبيض و الأخضر يرمزان للسلام و الأمل للشعب الأندلسي كما يشير ألى ذلك النشيد الأندلسي.

## الاستعمال
الاستعمال الرسمي للعلم يخضع لأحكام النظام الأساسي، التي تنص على أن الرموز الأندلسية تخضع لنفس معايير الحماية التي تخضع لها الرموز الوطنية. والباب الثاني الفقرة الرابعة من الدستور الأسباني ، يقر بحق المناطق المستقلة في استعمال أعلام خاصة بها كما يلزمها بوضعها جنبا إلى جنب مع العلم الوطني الأسباني.

## التاريخ

العلم الأول للأمة الأندلسية الذي صممه إنفانتي سنة 1918

العلم القديم للحزب القومي الأندلسي، والعلم الحالي للشبيبة الأندلسية.

البعض يرى في الألوان البيضاء والحمراء هي الألوان الأولى التي رمزت للأندلس في العصور القديمة، إلا أصول العلم الأندلسي الحالي تأتي حسب الكثيرين من فترة الأندلس الأسلامي .
الدول الأسلامية التي قامت تباعا على شبه الجزيرة اتخذت غالبا الأبيض والأخضر (أحيانا مع الأحمر والأسود) على اللافتات والأعلام.
تم تحديد الشكل الأول للعلم الأندلسي من طرف بلاس إنفانتي أبو القومية الأندلسية في اجتماع رندة عام 1918 و الذي نص على ضرورة الأعتراف بالأندلسي كبلد وقومية ومنطقة ذات حكم ذاتي. و أتخاذ شعار و علم و نشيد للوطن الأندلسي.
لقد تم اختيار العلم الأخضر والأبيض ، علما للأمة الأندلسية، و كان علم بلاس إنفانتي مشابها للعلم الحالي لكن دون وجود شعار الأندلس .
حسب بلاس إنفانتي، أنه استوحى الألوان من الراية التي رفعت على مئذنة جامع إشبيلية بعد انتصار الموحدون في معركة الأرك للاحتفال بالنصر.
كما حاول أصباغ بعد تاريخي على أختياره للونين الأبيض و الأخضر ، فالأبيض هو لون راية الأمويين في دمشق، و الموحدون ، بينما يعتبر اللون الأخضر لون النبي محمد كذلك أتخذه الأمويون في قرطبة والمرابطين. و رغم أن الكثير من المراجع التاريخية ذكرت ذلك ، لكن لا يمكن الجزم بذلك.
بعد ذلك كان أول علم قومي تم إنشاؤه و أتخذ بشكل رسمي في الأندلس يشبه علم كوبا. أنشأه الحزب الاشتراكي الأندلسي، المسمى حاليا الحزب القومي الأندلسي ، اليوم يستخدم هذا العلم منظمة شبيبة الأندلسيين. وهو يتألف من علم الأندلس الحالي أضافة إلى مثلث أحمر من جانب السارية وفي الوسط نجمة بيضاء خماسية .

## أشكال أخرى

راية القوميين اليساريين الأندلسيين.

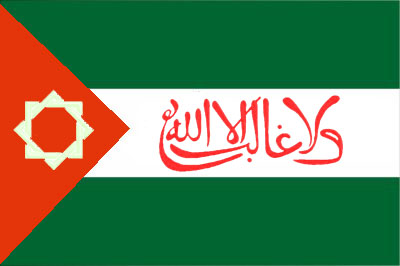
راية منظمة الشعب الأندلسي.

تستعمل بعض المنظمات والأحزاب التي لها علاقة بالقومية الأندلسية أشكالا و أعلاما خاصة بها مستمدة من العلم الأندلسي مثل علم اليسارين الأندلسي الذي استبدل فيه شعار الأندلس بالنجمة الشيوعية الحمراء أو منظمة الشعب الأندلسي الذي يشبه علمها علم منظمة شبيبة الأندلسيين لكن بتبديل النجمة البيضاء بنجمة ثمانية ذهبية و بعبارة لا غالب الا الله على الشريط الأبيض وسط العلم.